# 肥前池野駅
肥前池野駅（ひぜんいけのえき）は、かつて長崎県佐世保市大野町にあった日本国有鉄道（国鉄）柚木線の駅（廃駅）である。

## 歴史
- 1920年（大正9年）3月27日：佐世保軽便鉄道（後の佐世保鉄道）の重石駅（かさねいしえき）として開設[1]。
- 1935年（昭和10年）12月9日：肥前池野駅に改称届出[1]。
- 1936年（昭和11年）10月1日：国有化され松浦線の駅となる[1]。
- 1945年（昭和20年）3月1日：松浦線から分離した柚木線の駅となる。
- 1958年（昭和33年）8月21日：貨物の取り扱いを廃止[1]。
- 1959年（昭和34年）11月5日：荷物扱い廃止[1]。無人駅化[2]。
- 1967年（昭和42年）9月1日：廃止[1]。

## 現況
現在の駅跡は公民館・公園などになっている。1968年（昭和43年）1月6日、廃止を記念してキハ02-9号車が佐世保市に寄贈の上、ホーム上に据え付けられ図書館となっていたが、1983年（昭和58年）頃には解体撤去された模様である。

## 隣の駅
日本国有鉄道
柚木線
左石駅 - 肥前池野駅 - 柚木駅
- 1936年（昭和11年）まで、当駅と柚木駅との間に高尾駅が存在していた。